# Insomnia (film 1997)
Insomnia è un film norvegese del 1997 diretto da Erik Skjoldbjærg.

## Trama
La diciassettenne Tanja viene trovata assassinata nella città di Tromsø, nella zona artica norvegese. Gli agenti di polizia Jonas Engström ed Erik Vik vengono chiamati per le indagini. Engström è un ispettore di polizia arruolato nella polizia svedese che si è trasferito in Norvegia dopo essere stato sorpreso in un rapporto sessuale con il testimone principale in uno dei suoi casi. Vik si sta avvicinando all'età della pensione e la sua memoria sta iniziando a perdere colpi.
Un giorno Engström escogita un piano per attirare l'assassino sulla scena del crimine, ma l'appostamento viene fatto saltare e il sospetto di omicidio fugge nella nebbia. Gli eventi prendono una brutta piega quando il fuggitivo spara a uno degli agenti di polizia norvegesi disarmati. Senza dirlo ai suoi colleghi, tuttavia, Engström porta con sé una pistola dei suoi giorni nella polizia svedese. Mentre spara a quello che crede essere il sospetto, Engström uccide per errore Vik, che era corso a destra invece che a sinistra come ordinato.
Engström inizialmente dice la verità sulla sparatoria, ma si rende conto che tutti danno per scontato che sia stato il fuggitivo a sparare a Vik. Decide perciò di nascondere la sua colpevolezza. Quando una dei suoi colleghi, Hilde Hagen, viene incaricata di indagare sulla morte di Vik, Engström si preoccupa per le impronte digitali balistiche e manomette le prove a sostegno della sua storia. Perseguitato dal senso di colpa e incapace di dormire con il sole di mezzanotte dell'Artico, Engström diventa sempre più sconvolto e inizia ad avere allucinazioni su Vik. Le cose peggiorano ancora quando scopre che l'assassino di Tanja lo ha visto sparare al suo collega.
Engström viene a sapere da uno degli amici di Tanja di aver visto Jon Holt, uno scrittore di romanzi gialli. Deduce correttamente che Holt abbia ucciso Tanja, ma quest'ultim ricatta Engström con la sua testimonianza dell'uccisione di Vik per mano dell'agente. I due si incontrano e decidono di incastrare il fidanzato di Tanja, Eilert, per il suo omicidio, con Engström che in seguito pianta la pistola di Holt sotto il letto di Eilert. Tuttavia, Hagen non è convinto del coinvolgimento di Eilert, e quando emergono nuove prove, Engström sa che è solo questione di tempo prima che Holt venga arrestato.
Engström rintraccia Holt in alcuni edifici di legno in decomposizione sul lungomare e cerca di parlare con lui. Holt sospetta che Engström sia venuto per ucciderlo e lo tiene sotto tiro. Spiega come ha ucciso Tanja in un impeto di rabbia, con lei che aveva rifiutato le sue avances. Holt cerca di fuggire attraverso un molo, ma le assi marce del pavimento cedono e cade nell'acqua sottostante, battendo la testa lungo la strada. Annega mentre Engström osserva. Quando fruga nella casa vicina di Holt, Engström trova il vestito di Tanja, che Holt aveva rimosso prima di scaricare il corpo. Con Holt morto e questa prova definitiva che era lui l'assassino, il caso è chiuso.
Poco prima di lasciare la città, Engström riceve la visita di Hagen, che gli mostra un bossolo trovato nel luogo in cui Vik è stato colpito. Nota che si tratta di un modello "Norma", che Engström conferma essere un marchio utilizzato dalla polizia svedese. Engström si aspetta che Hagen lo arresti, ma invece posa semplicemente il bossolo su un tavolo e se ne va. Engström guida fuori città, con il viso e gli occhi stanchi e desideroso di riprendersi dalla sua insonnia.

## Distribuzione
Il film fu distribuito nelle sale norvegesi il 14 marzo 1997.

## Remake
Nel 2002 è stato realizzato un remake statunitense con lo stesso titolo diretto da Christopher Nolan e con protagonisti Al Pacino e Robin Williams.